# Johnathan McClain
Johnathan McClain (nacido en 1970 en Myrtle Beach, Carolina del Sur) es un actor, escritor estadounidense

## Carrera
A la edad de 21 años McClain se mudó a Chicago donde escribió y comenzó a realizar su aclamado por la crítica, el personaje múltiple, un hombre-show, "Like It Is". El Chicago Reader fue citado diciendo: "Si vamos a volver a un día cuando el teatro importa, vamos a necesitar unos cuantos cientos más artistas con la visión de McClain y el valor". El espectáculo posteriormente se trasladó a Nueva York, donde se comparó su trabajo con el de Eric Bogosian, John Leguizamo y Anna Deavere Smith.
McClain continuó su actuación durante varios años en la ciudad de Nueva York y su trabajo allí incluye la aparición de Off-Broadway en el elenco original de Jonathan Tolins "The Last Sunday In June" en el Rattlestick Playwrights Theater. Y luego en su transferencia al Century Center for the Performing Arts, así como en el Lincoln Center Theatre, y con el Laboratorio del Director del Centro de Lincoln. En todo el país, se le ha visto en el escenario en el Teatro del Conservatorio Americano (Teatro del Conservatorio Americano), Repertorio de la Costa Sur, Escenario de la Florida, Paperhouse Playhouse, y el Teatro Nacional Judío, así como en varios Teatros en Los Ángeles.
Él también ha trabajado como un contribuidor a la serie Public Radio International en la serie Fair Game (radio).

## Vida personal
McClain es original de Carolina del Sur y es activo en el mundo de la slam poetry. Él y su esposa, Laura, dividen su tiempo entre Nueva York y Los Ángeles.

## Filmografía
| Año     | Título                                   | Personaje                  | Notas                                                      |
| ------- | ---------------------------------------- | -------------------------- | ---------------------------------------------------------- |
| 2001    | Law & Order: Special Victims Unit        | Isaac Yarbrough            | Episodio: "Countdown"                                      |
| 2002    | Far from Heaven                          | Miembro del Personal #1    |                                                            |
| 2003    | Happy Family                             | Jimmy                      | Episodio: "Randall's Gift                                  |
| 2004    | Jessica                                  | Joe                        | Episodio Piloto                                            |
| 2005    | The Bad Girl's Guide                     | Patric                     | Personaje Principal                                        |
| 2006    | CSI: Miami                               | Todd Manning               | Episodio: "The Score"                                      |
| 2006    | CSI: Crime Scene Investigation           | Adam Chase                 | Episodio: "Rashomama"                                      |
| 2007    | Without a Trace                          | Justin Hobart              | Episodio: "One and Only"                                   |
| 2008    | Valentine                                | Morgan Treat               | Episodio: "Daddy's Home"                                   |
| 2009    | 24                                       | Derek Watts                | Múltiples Episodios                                        |
| 2009    | Medium                                   | Ted - Executive in Meeting | Episodio "How To Make A Killing In Big Business Parts 1&2" |
| 2010    | Scoundrels                               | Hugh Barnes                | Episodio: "Liar, Liar, Pants on Fire"                      |
| 2010    | Love and Other Unstable States of Matter | Owen                       |                                                            |
| 2011–12 | Retired at 35                            | David Robbins              | Lead                                                       |
| 2012    | The Glades                               | Zach Ferguson              | Episodio: "Longworth's Anatomy"                            |
| 2014    | Crash & Bernstein                        | Trent Bixby                | Episode: "Flushed In Space"                                |
| 2014    | Mad Men                                  | Alan Silver                | Múltiples Episodios                                        |
| 2016    | Lab Rats: Elite Force                    | Tony                       | Episodio: "Need for Speed"                                 |
| 2016    | Bizaardvark                              | Liam                       | Múltiples Episodios                                        |